# Amt Unterheidelberg
Das Amt Unterheidelberg war eine von 1803 bis 1807 und erneut von 1809 bis 1813 bestehende Verwaltungseinheit im Land Baden während der napoleonischen Zeit.

## 1803 bis 1807
Das Gebiet des Amtes erstreckte sich nördlich von Heidelberg entlang der Bergstraße, einige wenige der Ortschaften lagen im angrenzenden Buntsandstein-Odenwald oder im kristallinen Odenwald. Die Trennlinie zur Stadt Heidelberg bildete der Neckar. Die Ortschaften des Gebiets hatten zuvor zur Kurpfalz gehört und waren dort in der zum Oberamt Heidelberg zählenden Schriesheimer Zent gelegen. Das Amt war der Landvogtei Strahlenberg mit Sitz in Mannheim unterstellt.
Zum Bereich des Amtes gehörten die folgenden Ortschaften, Einwohnerzahlen jeweils Stand 1802:
- Ziegelhausen mit dem Stift Neuburg und 699 Einwohnern.
- Neuenheim mit 405 Einwohnern.
- Handschuhsheim mit 1.230 Einwohnern.
- Dossenheim mit der Schauenburg und 836 Einwohnern, dazu der Schwabenheimer Hof mit 91 Einwohnern.
- Der Marktflecken Schriesheim mit dem Schriesheimer Hof und 2.005 Einwohnern.
- Leutershausen mit dem verfallenen Schloss Hirschberg und 923 Einwohnern.
- Oberflockenbach, Steinklingen und Wünschmichelbach, zusammen 271 Einwohner.
- Rippenweier, Rittenweier, Heiligkreuz und Hilsenhain, zusammen 308 Einwohner.
- Ursenbach mit 115 Einwohnern.

Mit dem General-Ausschreiben über die Eintheilung des Großherzogthums Baden in Bezirke vom 1. Juli 1807 wurde das Amt Unterheidelberg aufgelöst und mit dem Amt Oberheidelberg und dem Stabsamt Waldeck zum neuen, badischen Oberamt Heidelberg vereinigt.

## 1809 bis 1813
1809 wurde das Oberamt Heidelberg wieder in die früheren Bestandteile Ober- und Unterheidelberg aufgeteilt, letzterem wurden die Waldeck’schen Ortschaften rund um Schönau im Odenwald zugeteilt. Übergeordnete Behörde war der neu errichtete Neckarkreis mit Sitz in Mannheim.
Neu hinzu kam 1811 Ritschweier. Der Ort hatte zwar zur Schriesheimer Zent gezählt, die Landesherrschaft aber bei den Grafen von Erbach gelegen. Aufgrund der Rheinbundakte 1806 waren sie mediatisiert und dem Großherzogtum Hessen unterstellt worden. Nachdem Hessen auf den Anspruch auf den Ort verzichtet hatte, hatte es noch einige Jahre gedauert, bis die Verhältnisse geklärt waren.
1813 wurde der Raum um Heidelberg erneut umstrukturiert: Aus der Stadt und den unmittelbar benachbarten Gemeinden entstand das Stadtamt Heidelberg, aus den weiter entfernten das Landamt Heidelberg. Einige der Orte fielen dem Amt Ladenburg oder dem Amt Weinheim zu.

## Spätere Entwicklung
Die Ortschaften lagen ab 1939 zum Teil im Landkreis Mannheim, ansonsten, sofern nicht nach Heidelberg eingemeindet, im Landkreis Heidelberg. Seit der Kreisreform 1973 gehören sie dem Rhein-Neckar-Kreis an.